# Independent Spirit Awards 2023
Die 38. Verleihung der Independent Spirit Awards fand am 4. März 2023 am Santa Monica Pier in Kalifornien statt. Die Mitglieder der Non-Profit-Organisation Film Independent zeichneten dabei die aus ihrer Sicht besten Independent-Filme und Fernsehproduktionen des Kino- und Fernsehjahres 2022 aus. Erstmals wurden bei der Auflage 2023 genderneutrale Schauspielpreise vergeben.

## Hintergrund

### Veränderungen im Vergleich zum Vorjahr
Unter Film Independent-Präsident Josh Welsh wurden neue genderneutrale Schauspielkategorien eingeführt, wie es auch andere bekannte Preisverleihungen wie die Grammys, Gotham Awards, British Independent Film Awards oder die MTV Movie & TV Awards praktizieren. Im Filmbereich wurden die bisher vergebenen Preise für die Beste Hauptdarstellerin, den Besten Hauptdarsteller, die Beste Nebendarstellerin und den Besten Nebendarsteller mit jeweils fünf Nominierten zu Gunsten der beiden Kategorien Beste Hauptrolle und Beste Nebenrolle ersetzt, in denen jeweils zehn Schauspielerinnen und Schauspieler unabhängig ihrer Gender- oder nicht-binären Identität gegeneinander um den Preis wetteifern. Auch wurde eine neue genderneutrale Kategorie für Nachwuchsdarstellerinnen und -darsteller (Beste Nachwuchsleistung) eingeführt. In der Sparte Fernsehen werden die Kategorien Beste Darstellerin in einer Fernsehserie und Bester Darsteller in einer Fernsehserie durch einen Preis für die Beste Hauptrolle in einer Fernsehserie mit ebenfalls zehn Nominierten ersetzt. Ebenso wird eine neue Kategorie Beste Nebenrolle in einer Fernsehserie mit der gleichen Anzahl an Nominierungen ausgelobt.
Aufgrund der gestiegenen Filmproduktionskosten wurden die Budgetgrenze für nominierungsberechtigte Filme angehoben. Ab 2023 sind Filme mit 30 Millionen US-Dollar Produktionskosten (früher 22,5 Millionen US-Dollar) für den Independent Spirit Award zugelassen, während Aspiranten auf den John Cassavetes Award maximal 1 Million US-Dollar kosten dürfen (früher 500.000 US-Dollar).

### Organisation der Preisverleihung

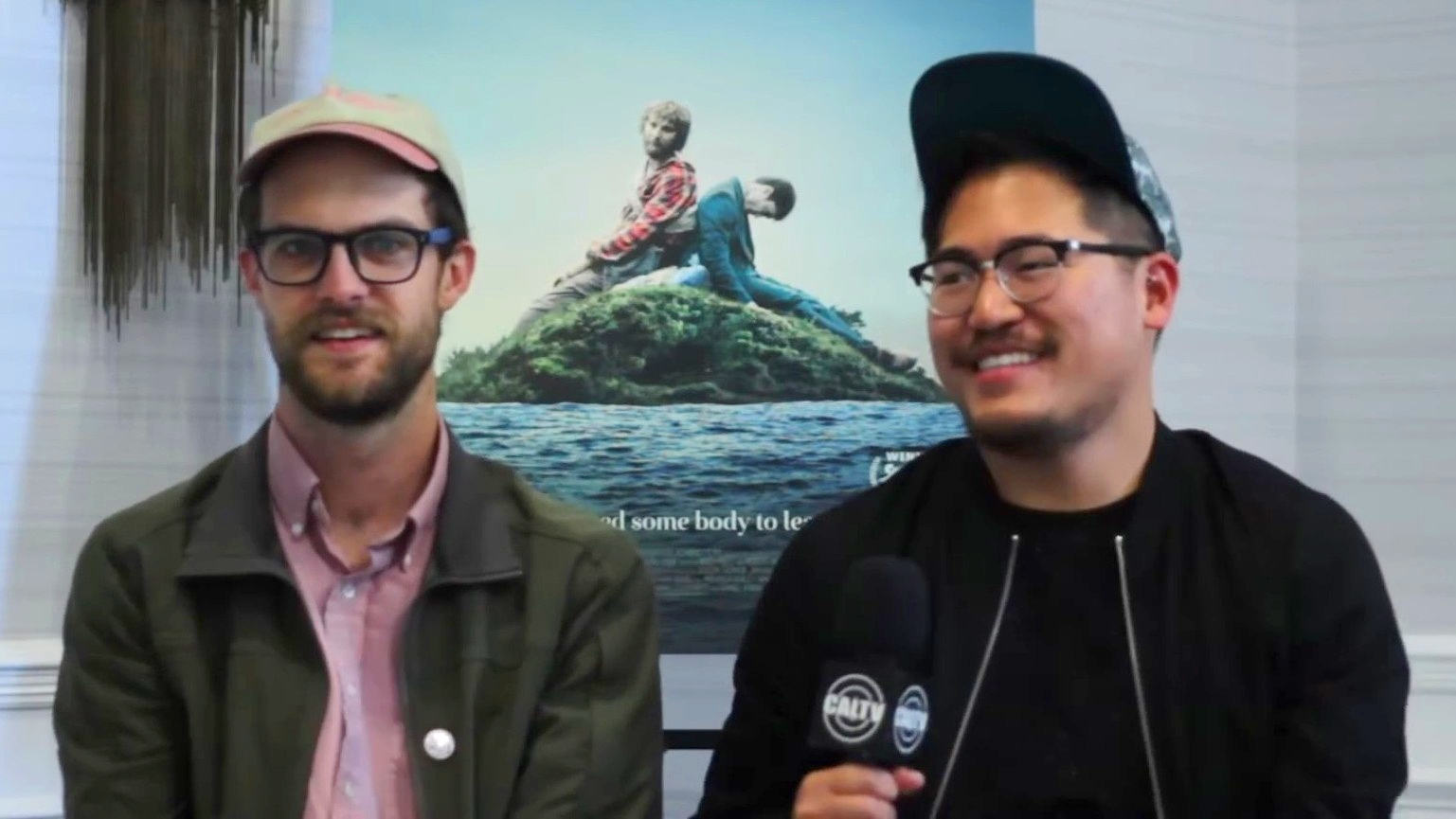
Daniel Scheinert und Dan Kwan (rechts), Regisseure des preisgekrönten Films Everything Everywhere All at Once

Beiträge für eine Nominierung konnten ab 23. August 2022 eingereicht werden. Die Film-Nominierungen wurden am 22. November 2022 von den Schauspielern Raúl Castillo und Taylour Paige über die Videoplattform YouTube bekanntgegeben. Als Favorit mit acht Nennungen gilt der Science-Fiction-Streifen Everything Everywhere All at Once vom Regie-Duo Dan Kwan und Daniel Scheinert, dicht gefolgt vom Musikdrama Tár von Todd Field (7 Nominierungen). Bereits vorab als Preisträger verkündet wurde die Produktion Die Aussprache von Sarah Polley, die den Robert Altman Award für das beste Ensemble (Regie, Casting-Regie und Schauspielensemble) erhält. Die Präsentation der Kandidaten in den Fernsehkategorien soll am 13. Dezember 2022 durch Asia Kate Dillon erfolgen. Als Co-Vorsitzende für die Verleihung wurden Chloé Zhao (Regiepreis 2021 für Nomadland) und Siân Heder (Regisseurin und Drehbuchautorin des Oscar-prämierten Films Coda, nominiert 2021 für die Serie Little America).
Wie im letzten Jahr weicht die Verleihung von ihrem ursprünglichen Langzeittermin ab, einen Tag vor der Oscarverleihung abgehalten zu werden. Die 38. Auflage wird acht Tage vor Bekanntgabe der Oscar-Gewinner ausgerichtet und fällt damit zeitlich in die Mitte der finalen Abstimmung der Mitglieder der Academy of Motion Picture Arts and Sciences (2.–7. März 2023).
Es ist noch nicht bekannt, ob die Preisverleihung der Independent Spirit Awards wie in den Vorjahren vom US-amerikanischen Fernsehsender IFC und dem Streamingdienst AMC+ ausgestrahlt wird.
| Film                              | N | A |
| --------------------------------- | - | - |
| Everything Everywhere All at Once | 8 | 7 |
| Tár                               | 7 | 1 |
| Aftersun                          | 4 | 1 |
| Die Aussprache                    | 4 | 1 |
| Emily the Criminal                | 4 | 1 |
| Palm Trees and Power Lines        | 4 | 0 |
| Bones and All                     | 3 | 0 |
| The Cathedral                     | 3 | 1 |
| The Inspection                    | 3 | 0 |
| Murina                            | 3 | 0 |
| After Yang                        | 2 | 0 |
| Bodies Bodies Bodies              | 2 | 0 |
| Holy Emy                          | 2 | 0 |
| Honk for Jesus, Save Your Soul    | 2 | 0 |
| A Love Song                       | 2 | 0 |
| Pearl                             | 2 | 0 |

## Preisträger und Nominierungen

### Kino

#### Bester Film
Everything Everywhere All at Once – Produktion: Daniel Kwan, Mike Larocca, Anthony Russo, Joe Russo, Daniel Scheinert, Jonathan Wang
- nominiert:
  - Die Aussprache (Women Talking) – Produktion: Dede Gardner, Jeremy Kleiner, Frances McDormand
  - Bones and All – Produktion: Timothée Chalamet, Francesco Melzi d’Eril, Luca Guadagnino, David Kajganich, Lorenzo Mieli, Marco Morabito, Gabriele Moratti, Theresa Park, Peter Spears
  - Our Father, the Devil – Produktion: Ellie Foumbi, Joseph Mastantuono
  - Tár – Produktion: Todd Field, Scott Lambert, Alexandra Milchan

#### Bester Debütfilm
Aftersun – Regie: Charlotte Wells; Produktion: Mark Ceryak, Amy Jackson, Barry Jenkins, Adele Romanski
- nominiert:
  - Emily the Criminal – Regie: John Patton Ford; Produktion: Tyler Davidson, Aubrey Plaza, Drew Sykes
  - The Inspection – Regie: Elegance Bratton; Produktion: Effie Brown, Chester Algernal Gordon
  - Murina – Regie: Antoneta Alamat Kusijanović; Produktion: Danijel Pek, Rodrigo Teixeira
  - Palm Trees and Power Lines – Regie/Produktion: Jamie Dack; Produktion: Leah Chen Baker

#### Beste Regie
Daniel Kwan und Daniel Scheinert – Everything Everywhere All at Once
- nominiert:
  - Todd Field – Tár
  - Kogonada – After Yang
  - Sarah Polley – Die Aussprache (Women Talking)
  - Halina Reijn – Bodies Bodies Bodies

#### Bestes Drehbuch
Daniel Kwan und Daniel Scheinert – Everything Everywhere All at Once
- nominiert:
  - Lena Dunham – Catherine, Lady wider Willen (Catherine Called Birdy)
  - Todd Field – Tár
  - Kogonada – After Yang
  - Sarah Polley – Die Aussprache (Women Talking)

#### Bestes Drehbuchdebüt
John Patton Ford – Emily the Criminal
- nominiert:
  - Joel Kim Booster – Fire Island
  - Jamie Dack und Audrey Findlay, Jamie Dack (Geschichte) – Palm Trees and Power Lines
  - K. D. Dávila – Emergency
  - Sarah DeLappe, Kristen Roupenian (Geschichte) – Bodies Bodies Bodies

#### Beste Hauptrolle
Michelle Yeoh – Everything Everywhere All at Once
- nominiert:
  - Cate Blanchett – Tár
  - Dale Dickey – A Love Song
  - Mia Goth – Pearl
  - Regina Hall – Honk for Jesus, Save Your Soul
  - Paul Mescal – Aftersun
  - Aubrey Plaza – Emily the Criminal
  - Jeremy Pope – The Inspection
  - Andrea Riseborough – To Leslie
  - Taylor Russell – Bones and All

#### Beste Nebenrolle
Ke Huy Quan – Everything Everywhere All at Once
- nominiert:
  - Jamie Lee Curtis – Everything Everywhere All at Once
  - Brian Tyree Henry – Causeway
  - Nina Hoss – Tár
  - Brian d’Arcy James – The Cathedral
  - Trevante Rhodes – Bruiser
  - Theo Rossi – Emily the Criminal
  - Mark Rylance – Bones and All
  - Jonathan Tucker – Palm Trees and Power Lines
  - Gabrielle Union – The Inspection

#### Beste Nachwuchsleistung
Stephanie Hsu – Everything Everywhere All at Once
- nominiert:
  - Frankie Corio – Aftersun
  - Gracija Filipović – Murina
  - Lily McInerny – Palm Trees and Power Lines
  - Daniel Zolghadri – Funny Pages

#### Beste Kamera
Florian Hoffmeister – Tár
- nominiert:
  - Hélène Louvart – Murina
  - Gregory Oke – Aftersun
  - Eliot Rockett – Pearl
  - Anisia Uzeyman – Neptune Frost

#### Bester Schnitt
Paul Rogers – Everything Everywhere All at Once
- nominiert:
  - Ricky D’Ambrose – The Cathedral
  - Dean Fleischer Camp, Nick Paley – Marcel the Shell with Shoes On
  - Blair McClendon – Aftersun
  - Monika Willi – Tár

#### Bester Dokumentarfilm
All the Beauty and the Bloodshed – Regie: Laura Poitras; Produktion: Howard Gertler, Nan Goldin, Yoni Golijov, John Lyons
- nominiert:
  - All That Breathes – Regie/Produktion: Shaunak Sen; Produktion: Teddy Leifer, Aman Mann
  - A House Made of Splinters – Regie: Simon Lereng Wilmont, Produktion: Monica Hellström
  - Midwives – Regie: Snow Hnin Ei Hlaing; Produktion: Mila Aung-Thwin, Ulla Lehmann, Bob Moore
  - Riotsville, U.S.A. – Regie: Sierra Pettengill; Produktion: Sara Archambault, Jamila Wignot

#### Bester internationaler Film
Joyland (Pakistan) – Regie: Saim Sadiq
- nominiert:
  - Corsage (Österreich, Luxemburg, Frankreich, Belgien, Italien, England) – Regie: Marie Kreutzer
  - Leonor Will Never Die (Philippinen) – Regie: Martika Ramirez Escobar
  - Return to Seoul (Südkorea, Frankreich, Belgien, Rumänien) – Regie: Davy Chou
  - Saint Omer (Frankreich) – Regie: Alice Diop

#### Weitere Sonder- und Förderpreise

##### John Cassavetes Award
Nach John Cassavetes benannter Preis für den besten Independentfilm mit Produktionskosten unter 1 Million US-Dollar.
The Cathedral – Drehbuch/Regie: Ricky D’Ambrose; Produktion: Graham Swon
- nominiert:
  - The African Desperate – Drehbuch/Regie/Produktion: Martine Syms; Drehbuch/Produktion: Rocket Caleshu; Produktion: Vic Brooks
  - A Love Song – Drehbuch/Regie/Produktion: Max Walker-Silverman; Produktion: Jesse Hope, Dan Janvey
  - Holy Emy – Drehbuch/Regie: Araceli Lemos; Drehbuch/Produktion: Giulia Caruso; Produktion: Mathieu Bompoint, Ki Jin Kim, Konstantinos Vassilaros
  - Something in the Dirt – Drehbuch/Regie/Produktion: Justin Benson; Regie/Produktion: Aaron Moorhead; Produktion: David Lawson Jr.

##### Robert Altman Award – Bestes Ensemble
Auszeichnung für Regie, Casting-Regie und Schauspielensemble eines Films (einziger Preis, der vorab allein vom Spirit-Awards-Nominierungskomitee vergeben wird).
Die Aussprache (Women Talking) – Regie: Sarah Polley, Casting-Regie: John Buchan, Jason Knight; Schauspielensemble: Shayla Brown, Jessie Buckley, Claire Foy, Kira Guloien, Kate Hallett, Judith Ivey, Rooney Mara, Sheila McCarthy, Frances McDormand, Michelle McLeod, Liv McNeil, Ben Whishaw, August Winter

##### Someone to Watch Award
Mit 25.000 US-Dollar dotierte Auszeichnung für Nachwuchsfilmemacher.
Nikyatu Jusu – Nanny
- nominiert:
  - Adamma Ebo – Honk for Jesus. Save Your Soul
  - Araceli Lemos – Holy Emy

##### Producers Award
Mit 25.000 US-Dollar dotierte Auszeichnung für Nachwuchsproduzenten.
Tory Lenosky
- nominiert:
  - Liz Cardenas
  - David Grove Churchill Viste

##### Truer Than Fiction Award
Mit 25.000 US-Dollar dotierte Auszeichnung für junge Dokumentarfilmer.
Reid Davenport – I Didn’t See You There
- nominiert:
  - Isabel Castro – Mija
  - Rebeca Huntt – Beba

### Fernsehen
Die Nominierten in den Fernsehkategorien wurden am 13. Dezember 2022 bekanntgegeben.
| Serie                          | N | A |
| ------------------------------ | - | - |
| The Bear: King of the Kitchen  | 3 | 2 |
| Abbott Elementary              | 3 | 1 |
| Severance                      | 3 |   |
| Station Eleven                 | 3 |   |
| Pachinko – Ein einfaches Leben | 2 | 1 |
| The Porter                     | 2 |   |
| Somebody Somewhere             | 2 |   |

#### Beste neue Serie
The Bear: King of the Kitchen (The Bear)
- Idee/Executive Producer: Christopher Storer
- Executive Producers: Joanna Calo, Josh Senior, Hiro Murai
- Co-Executive Producer: Rene Gube

- nominiert:

- Pachinko – Ein einfaches Leben

- Idee: Soo Hugh
- Executive Producers: Michael Ellenberg, Lindsey Springer, Theresa Kang-Lowe, Richard Middleton, Justin Chon, Kogonada
- Co-Executive Producers: Dani Gorin, Sebastian Lee, David Kim, Ethan Kuperberg

- The Porter

- Idee/Executive Producers: Marsha Greene, Annmarie Morais, Arnold Pinnock
- Idee/Co-Executive Producer: Bruce Ramsay
- Idee: Aubrey Nealon
- Executive Producers: Ian Dimerman, Jennifer Kawaja, Charles Officer, R. T. Thorne, Aml Ameen, Bruno Dubé, Alfre Woodard, Rose Catherine Pinkney, Devin Griffin

- Severance

- Idee/Executive Producer: Dan Erickson
- Executive Producers: Ben Stiller, Nicholas Weinstock, Jackie Cohn, Mark Friedman, Andrew Colville, Chris Black, John Cameron
- Co-Executive Producers: Jill Footlick, Kari Drake

- Station Eleven

- Idee/Executive Producer: Patrick Somerville
- Executive Producers: Scott Delman, Nate Matteson, Hiro Murai, Jeremy Podeswa, Jessica Rhoades, Dylan Russell, Scott Steindorff
- Co-Executive Producers: David Nicksay, Nick Cuse

#### Beste nicht-fiktionale oder Dokumentarserie
The Rehearsal
- Creator/Executive Producer: Nathan Fielder
- Executive Producers: Dave Paige, Dan McManus, Christie Smith
- Co-Executive Producers: Carrie Kemper, Eric Notarnicola

- nominiert:

- Children of the Underground

- Executive Producers: Dan Cogan, Liz Garbus, Jon Bardin, Ted Gesing, Gabriela Cowperthwaite, Kate Barry
- Co-Executive Producer: Julie Gaither

- Mind Over Murder

- Executive Producers: Marc Smerling, Nanfu Wang, Max Heckman, Chad Mumm, Marc W. Olsen, Nancy Abraham, Lisa Heller, Sara Rodriguez

- Pepsi, Where's My Jet?

- Executive Producers: Nick Boak, Andrew Renzi, Andrew D. Corkin, Theo James, Andrew Fried, Jordan Wynn, Dane Lillegard, Sarina Roma
- Co-Executive Producer: Jeremiah Murphy

- We Need to Talk About Cosby

- Executive Producers: W. Kamau Bell, Andrew Fried, Katie A. King, Vinnie Malhotra, Dane Lillegard, Sarina Roma, Jordan Wynn
- Co-Executive Producer: Geraldine L. Porras

#### Beste Hauptrolle in einer neuen Serie
Quinta Brunson – Abbott Elementary
- nominiert:

- Aml Ameen – The Porter
- Mohammed Amer – Mo
- Bridget Everett – Somebody Somewhere
- KaMillion – Rap Sh!t
- Melanie Lynskey – Yellowjackets
- Himesh Patel – Station Eleven
- Sue Ann Pien – As We See It
- Adam Scott – Severance
- Ben Whishaw – This Is Going to Hurt

#### Beste Nebenrolle in einer neuen Serie
Ayo Edebiri – The Bear: King of the Kitchen (The Bear)
- nominiert:

- Danielle Deadwyler – Station Eleven
- Jeff Hiller – Somebody Somewhere
- Gbemisola Ikumelo – Eine Klasse für sich (A League of Their Own)
- Janelle James – Abbott Elementary
- Ebon Moss-Bachrach – The Bear: King of the Kitchen (The Bear)
- Frankie Quiñones – This Fool
- Sheryl Lee Ralph – Abbott Elementary
- Molly Shannon – I Love That For You
- Tramell Tillman – Severance

#### Bestes Schauspielensemble in einer neuen Serie
Pachinko – Ein einfaches Leben